# Lambada (Kaoma)
Lambada (conosciuta anche come Chorando se foi (Lambada)) è il titolo di un brano musicale, pubblicato come singolo nell'estate del 1989 dal gruppo franco-brasiliano Kaoma.

## Il singolo
Il singolo, primo estratto dall'album del gruppo Worldbeat, fu un successo mondiale, raggiungendo la prima posizione delle classifiche di undici paesi e raggiungendo la top 10 in moltissimi altri. Divenne tormentone estivo del 1989 e la danza che accompagnava la canzone, chiamata anch'essa Lambada, divenne un classico dei balli latini americani di coppia ballata ancora adesso e una delle canzoni in lingua portoghese più conosciute al mondo. In Italia la canzone fu presentata con gran successo al Festivalbar 1989.
La canzone era un adattamento non autorizzato di Llorando Se Fue, un brano registrato dal gruppo di musica andina boliviana Los Kjarkas del 1981, attualizzato ai ritmi zouk delle Antille e al gusto occidentale. Il ballo invece si basava sul Carimbò brasiliano, ribattezzato "lambada", nome che in portoghese indicherebbe l'oscillare delle barche legate al molo, alludendo al muoversi analogo dei bacini dei ballerini.
Il video della canzone è ambientato sulla spiaggia di Trancoso, in Brasile, e sull'isola di Tagomago, vicino a Ibiza. Protagonisti sono i giovanissimi ballerini Chico & Roberta, un duo che si esibì molto in giro per il mondo in quegli anni.
L'incredibile successo della canzone portò alla realizzazione di due film a essa ispirati, The Forbidden Dance e Lambada, curiosamente usciti nelle sale lo stesso giorno (il 16 marzo 1990), con scarso successo, pur se il secondo ha avuto meno commenti negativi del primo.

## Cover
La canzone è stata tradotta e re-incisa, visto il grande successo, dagli stessi Kaoma in inglese e spagnolo, seguendo il destino di altre canzoni di successo di cui sono state realizzate cover nello stesso periodo di fulgore dell'originale.
In Francia nella stessa estate la band carioca ne eseguì una reinterpretazione dallo scarso successo commerciale così come numerosi artisti brasiliani tra cui Fafá de Belém, che già nel 1985 con l'album Aprendizes da Esperança aveva introdotto ritmi simili a quelli della Lambada. Un certo Louis Latino ne fece una versione che è comparsa tra le prime 20 posizioni della classifica italiana.
Nel 1990 la cantante giapponese Akemi Ishii ha interpretato una cover del brano, dal titolo omonimo, con il testo tradotto in giapponese da Kaoru Asagi.
Più recentemente, Ivete Sangalo ha inserito una reinterpretazione della canzone come bonus track del suo album As Super Novas, del 2005, e pubblicata come terzo singolo da quest'album. La versione della Sangalo è stata registrata anche in versione live. Nel 2009 è stata prodotta una nuova versione remixata da Gregor Salto chiamato Lambada 3000, annunciata come un lavoro di Gregor Salto & Kaoma.
Nel 2011 Jennifer Lopez ha inoltre inciso il singolo On the Floor, contenente un campionamento della Lambada, così come Don Omar ha pubblicato il suo remix sotto il titolo di "Taboo".
Nel 2021 Benedetta Caretta feat. Daniele Vitale incide la cover per l'album Benedetta (Lina Records, 2021).

## L'accusa di plagio
I produttori francesi della Lambada, Jean Karakos e Olivier Lorsac, vennero citati in giudizio da due fratelli boliviani, Gonzalo e Hulises Hermosa, i quali sostenevano che i ritmi milionari della Lambada fossero stati copiati dalla loro Llorando se fue ("Se ne andò piangendo"). Chiesero un milione di dollari di risarcimento, ne ottennero 150.000 e il caso fu chiuso.

## Formati e tracce
7" single CBS
1. Lambada — 3:28
2. Lambada (instrumental) — 3:48

12" maxi CBS
1. Lambada (extended version) — 6:44
2. Lambada (instrumental version) — 3:48

## Classifiche

### Classifiche settimanali
| Classifica (1989/90)     | Posizione massima |
| ------------------------ | ----------------- |
| Australia                | 5                 |
| Austria                  | 1                 |
| Belgio (Fiandre)         | 1                 |
| Danimarca                | 2                 |
| Europa                   | 1                 |
| Finlandia                | 1                 |
| Francia                  | 1                 |
| Germania                 | 1                 |
| Grecia                   | 1                 |
| Irlanda                  | 4                 |
| Italia                   | 1                 |
| Norvegia                 | 1                 |
| Nuova Zelanda            | 10                |
| Paesi Bassi              | 1                 |
| Portogallo               | 1                 |
| Regno Unito              | 4                 |
| Spagna                   | 1                 |
| Stati Uniti              | 46                |
| Stati Uniti (dance club) | 21                |
| Stati Uniti (latin)      | 1                 |
| Svezia                   | 1                 |
| Svizzera                 | 1                 |

### Classifiche di fine anno
| Classifica (1989) | Posizione |
| ----------------- | --------- |
| Austria           | 3         |
| Belgio (Fiandre)  | 1         |
| Francia           | 1         |
| Germania          | 5         |
| Italia            | 1         |
| Paesi Bassi       | 1         |
| Regno Unito       | 34        |
| Spagna            | 1         |
| Svizzera          | 4         |
| Classifica (1990) | Posizione |
| Australia         | 24        |
| Germania          | 26        |